# Ţāhereh Khātūn
Ţāhereh Khātūn (persiska: طاهره خاتون, تَفرَكَمَن) är en ort i Iran.   Den ligger i provinsen Markazi, i den nordvästra delen av landet, 170 km väster om huvudstaden Teheran. Ţāhereh Khātūn ligger 1 587 meter över havet och antalet invånare är 259.
Terrängen runt Ţāhereh Khātūn är varierad. Runt Ţāhereh Khātūn är det ganska glesbefolkat, med 21 invånare per kvadratkilometer. Närmaste större samhälle är Nowbarān, 3,9 km norr om Ţāhereh Khātūn. Omgivningarna runt Ţāhereh Khātūn är i huvudsak ett öppet busklandskap.